# The Roots of Blues
The Roots of Blues è un album postumo pubblicato dalla Delta Records (ed anche dalla Laserlight Records) in pratica raccoglie
quasi gli stessi brani dell'album del 1976, If You Love These Blues, Play 'Em As You Please, senza la parte narrativa del disco originale.

## Tracce
1. City Girl – 4:40 (Mike Bloomfield) – (Tratto dall'album: "If You Love These Blues, Play 'Em as You Please", 1976)
2. The Train Is Gone – 3:18 (Mike Bloomfield) – (Tratto dall'album: "If You Love These Blues, Play 'Em as You Please", 1976)
3. Hey Foreman – 2:50 (Mike Bloomfield) – (Tratto dall'album: "If You Love These Blues, Play 'Em as You Please", 1976)
4. WDIA – 4:08 (Mike Bloomfield) – (Tratto dall'album: "If You Love These Blues, Play 'Em as You Please", 1976)
5. Death Cell Rounder Blues – 3:40 (Mike Bloomfield) – (Tratto dall'album: "If You Love These Blues, Play 'Em as You Please", 1976)
6. Thrift Shop Rag – 1:55 (Mike Bloomfield) – (Tratto dall'album: "If You Love These Blues, Play 'Em as You Please", 1976)
7. Death in the Family – 4:13 (Mike Bloomfield) – (Tratto dall'album: "If You Love These Blues, Play 'Em as You Please", 1976)
8. Kansas City Blues – 3:25 (Jim Jackson) – (Tratto dall'album: "If You Love These Blues, Play 'Em as You Please", 1976)
9. East Colorado Blues (Mike Bloomfield) – (Tratto dall'album: "If You Love These Blues, Play 'Em as You Please", 1976)

## Formazione
- Mike Bloomfield - chitarra, pianoforte, organo, basso, batteria, voce
- Nick Gravenites - chitarra, voce
- Ira Kamin - organo, pianoforte
- Ron Stallings - sassofono tenore
- Hart McNee - sassofono baritono
- Doug Kilmer - basso
- Roger Troy - basso
- Tom Donlinger - batteria
- David Neditch - batteria